# Lijst van Duitse ministers van Landbouw
Dit is een lijst van Duitse federale ministers van Voedsel, Landbouw en Consumentenbescherming en gelijkwaardige posten die daaraan voorafgingen.

## Rijksministers van Landbouw van deWeimarrepubliek(1919–1933)
| Nr. | Rijksminister van Landbouw        | Rijksminister van Landbouw | Rijksminister van Landbouw            | Ambtstermijn                  | Ambtstermijn     | Partij(en)               | Rijks- kanselier(s)          | Kabinet(ten)  |
| --- | --------------------------------- | -------------------------- | ------------------------------------- | ----------------------------- | ---------------- | ------------------------ | ---------------------------- | ------------- |
| 1   |                                   | Robert Schmidt             | Robert Schmidt (1864–1943)            | 13 februari 1919              | 27 maart 1920    | SPD                      | Philipp Scheidemann (1919)   | Scheidemann   |
| 1   | Gustav Bauer (1919–1920)          | Robert Schmidt             | Robert Schmidt (1864–1943)            | 13 februari 1919              | 27 maart 1920    | SPD                      | Bauer                        |               |
| 2   |                                   | Andreas Hermes             | Andreas Hermes (1878–1964)            | 27 maart 1920                 | 10 maart 1922    | DZ                       | Hermann Müller (1920)        | Müller I      |
| 2   | Constantin Fehrenbach (1920–1921) | Andreas Hermes             | Andreas Hermes (1878–1964)            | 27 maart 1920                 | 10 maart 1922    | DZ                       | Fehrenbach                   |               |
| 2   | Joseph Wirth (1921–1922)          | Andreas Hermes             | Andreas Hermes (1878–1964)            | 27 maart 1920                 | 10 maart 1922    | DZ                       | Wirth I                      |               |
| 2   | Joseph Wirth (1921–1922)          | Andreas Hermes             | Andreas Hermes (1878–1964)            | 27 maart 1920                 | 10 maart 1922    | DZ                       | Wirth II                     |               |
| 3   | Joseph Wirth (1921–1922)          |                            |                                       | Anton Fehr (1881–1954)        | 10 maart 1922    | 14 november 1922         | BB                           |               |
| 4   |                                   |                            | Karl Müller (1884–1964)               | 22 november 1922              | 25 november 1922 | DZ                       | Wilhelm Cuno (1922–1923)     | Cuno          |
| 5   |                                   | Hans Luther                | Hans Luther (1879–1962)               | 1 december 1922               | 3 oktober 1923   | O                        | Wilhelm Cuno (1922–1923)     | Cuno          |
| 5   | O                                 | Hans Luther                | Hans Luther (1879–1962)               | 1 december 1922               | 3 oktober 1923   | Gustav Stresemann (1923) | Stresemann I                 |               |
| 6   |                                   | Gerhard von Kanitz         | Graf Gerhard von Kanitz (1885–1949)   | 6 oktober 1923                | 20 januari 1926  | Gustav Stresemann (1923) | O                            | Stresemann II |
| 6   | Wilhelm Marx (1923–1925)          | Gerhard von Kanitz         | Graf Gerhard von Kanitz (1885–1949)   | 6 oktober 1923                | 20 januari 1926  | Marx I                   | O                            |               |
| 6   | Wilhelm Marx (1923–1925)          | Gerhard von Kanitz         | Graf Gerhard von Kanitz (1885–1949)   | 6 oktober 1923                | 20 januari 1926  | Marx II                  | O                            |               |
| 6   | Hans Luther (1925–1926)           | Gerhard von Kanitz         | Graf Gerhard von Kanitz (1885–1949)   | 6 oktober 1923                | 20 januari 1926  | Luther I                 | O                            |               |
| 7   | Hans Luther (1925–1926)           |                            |                                       | Heinrich Haslinde (1881–1958) | 20 januari 1926  | 30 januari 1927          | DZ                           | Luther II     |
| 7   | Wilhelm Marx (1926–1928)          | Marx III                   |                                       | Heinrich Haslinde (1881–1958) | 20 januari 1926  | 30 januari 1927          | DZ                           |               |
| 8   | Wilhelm Marx (1926–1928)          |                            | Martin Schiele                        | Martin Schiele (1870–1939)    | 30 januari 1927  | 28 juni 1928             | DNVP                         | Marx IV       |
| 9   |                                   | Hermann Dietrich           | Hermann Dietrich (1879–1954)          | 28 juni 1928                  | 27 maart 1930    | DDP                      | Hermann Müller (1928–1930)   | Müller II     |
| (8) |                                   | Martin Schiele             | Martin Schiele (1870–1939)            | 30 maart 1930                 | 1 juni 1932      | DNVP (1930–31)           | Heinrich Brüning (1930–1932) | Brüning I     |
| (8) |                                   | Martin Schiele             | Martin Schiele (1870–1939)            | 30 maart 1930                 | 1 juni 1932      | CNBL (1931–32)           | Heinrich Brüning (1930–1932) | Brüning II    |
| 10  |                                   | Magnus von Braun           | Freiherr Magnus von Braun (1878–1972) | 1 juni 1932                   | 30 januari 1933  | DNVP                     | Franz von Papen (1932)       | Papen         |
| 10  | Kurt von Schleicher (1932–1933)   | Magnus von Braun           | Freiherr Magnus von Braun (1878–1972) | 1 juni 1932                   | 30 januari 1933  | DNVP                     | Schleicher                   |               |

## Rijksministers van Landbouw vanNazi-Duitsland(1933–1945)
| Nr. | Rijksminister van Landbouw | Rijksminister van Landbouw | Rijksminister van Landbouw             | Ambtstermijn    | Ambtstermijn | Partij(en)                       | Rijks- kanselier(s)                      | Kabinet(ten) |
| --- | -------------------------- | -------------------------- | -------------------------------------- | --------------- | ------------ | -------------------------------- | ---------------------------------------- | ------------ |
| 1   |                            | Alfred Hugenberg           | Alfred Hugenberg (1865–1951)           | 30 januari 1933 | 29 juni 1933 | DNVP                             | Adolf Hitler (1933–1945)                 | Hitler       |
| 2   |                            | Walther Darré              | Reichsleiter Walther Darré (1895–1953) | 29 juni 1933    | 23 mei 1942  | NSDAP                            | Adolf Hitler (1933–1945)                 | Hitler       |
| 3   |                            | Herbert Backe              | Reichsleiter Herbert Backe (1896–1947) | 23 mei 1942     | 23 mei 1945  | NSDAP                            | Adolf Hitler (1933–1945)                 | Hitler       |
| 3   | NSDAP                      | Herbert Backe              | Reichsleiter Herbert Backe (1896–1947) | 23 mei 1942     | 23 mei 1945  | Joseph Goebbels (1945)           | Goebbels                                 |              |
| 3   | NSDAP                      | Herbert Backe              | Reichsleiter Herbert Backe (1896–1947) | 23 mei 1942     | 23 mei 1945  | Lutz Schwerin von Krosigk (1945) | Schwerin von Krosigk (Flensburgregering) |              |

## Bondsministers van Landbouw en Voedselvoorziening van deBondsrepubliek Duitsland(1949–heden)
| Nr.   | Bondsminister van Landbouw, Voedselvoorziening en Bosbeheer Bundesminister für Landwirtschaft, Ernährung und Forsten                        | Bondsminister van Landbouw, Voedselvoorziening en Bosbeheer Bundesminister für Landwirtschaft, Ernährung und Forsten                        | Bondsminister van Landbouw, Voedselvoorziening en Bosbeheer Bundesminister für Landwirtschaft, Ernährung und Forsten                        | Ambtstermijn         | Ambtstermijn      | Partij(en)                | Bonds- kanselier(s)          | Kabinet(ten) |
| ----- | --- | --- | --- | -------------------- | ----------------- | ------------------------- | ---------------------------- | ------------ |
| 1     | | | Wilhelm Niklas (1887–1957) | 15 september 1949    | 20 oktober 1953   | CSU                       | Konrad Adenauer (1951–1963)  | Adenauer I   |
| 2     | | Heinrich Lübke | Heinrich Lübke (1894–1972) | 20 oktober 1953      | 15 september 1959 | CDU                       | Konrad Adenauer (1951–1963)  | Adenauer II  |
| 2     | Adenauer III | Heinrich Lübke | Heinrich Lübke (1894–1972) | 20 oktober 1953      | 15 september 1959 | CDU                       | Konrad Adenauer (1951–1963)  |              |
| 3     | | Werner Schwarz | Werner Schwarz (1902–1982) | 15 september 1959    | 26 oktober 1965   | CDU                       | Konrad Adenauer (1951–1963)  |              |
| 3     | CDU | Werner Schwarz | Werner Schwarz (1902–1982) | 15 september 1959    | 26 oktober 1965   | Adenauer IV               | Konrad Adenauer (1951–1963)  |              |
| 3     | CDU | Werner Schwarz | Werner Schwarz (1902–1982) | 15 september 1959    | 26 oktober 1965   | Adenauer V                | Konrad Adenauer (1951–1963)  |              |
| 3     | CDU | Werner Schwarz | Werner Schwarz (1902–1982) | 15 september 1959    | 26 oktober 1965   | Ludwig Erhard (1963–1966) | Erhard I                     |              |
| 4     | | Hermann Höcherl | Hermann Höcherl (1912–1989) | 26 oktober 1965      | 22 oktober 1969   | Ludwig Erhard (1963–1966) | CSU                          | Erhard II    |
| 4     | Kurt Georg Kiesinger (1966–1969) | Hermann Höcherl | Hermann Höcherl (1912–1989) | 26 oktober 1965      | 22 oktober 1969   | Kiesinger                 | CSU                          |              |
| 5     | | Josef Ertl | Josef Ertl (1925–2000) | 22 oktober 1969      | 17 september 1982 | FDP                       | Willy Brandt (1969–1974)     | Brandt I     |
| 5     | Brandt II | Josef Ertl | Josef Ertl (1925–2000) | 22 oktober 1969      | 17 september 1982 | FDP                       | Willy Brandt (1969–1974)     |              |
| 5     | Walter Scheel (1974) | Josef Ertl | Josef Ertl (1925–2000) | 22 oktober 1969      | 17 september 1982 | FDP                       |                              |              |
| 5     | Helmut Schmidt (1974–1982) | Josef Ertl | Josef Ertl (1925–2000) | 22 oktober 1969      | 17 september 1982 | FDP                       | Schmidt I                    |              |
| 5     | Helmut Schmidt (1974–1982) | Josef Ertl | Josef Ertl (1925–2000) | 22 oktober 1969      | 17 september 1982 | FDP                       | Schmidt II                   |              |
| 5     | Helmut Schmidt (1974–1982) | Josef Ertl | Josef Ertl (1925–2000) | 22 oktober 1969      | 17 september 1982 | FDP                       | Schmidt III                  |              |
| [ 4 ] | Helmut Schmidt (1974–1982) | | Björn Engholm | Björn Engholm (1939) | 17 september 1982 | 1 oktober 1982            | Schmidt III                  | SPD          |
| (5)   | | Josef Ertl | Josef Ertl (1925–2000) | 1 oktober 1982       | 29 maart 1983     | FDP                       | Helmut Kohl (1982–1998)      | Kohl I       |
| 6     | | Ignaz Kiechle | Ignaz Kiechle (1930–2003) | 29 maart 1983        | 20 januari 1993   | CSU                       | Helmut Kohl (1982–1998)      | Kohl II      |
| 6     | Kohl III | Ignaz Kiechle | Ignaz Kiechle (1930–2003) | 29 maart 1983        | 20 januari 1993   | CSU                       | Helmut Kohl (1982–1998)      |              |
| 6     | Kohl IV | Ignaz Kiechle | Ignaz Kiechle (1930–2003) | 29 maart 1983        | 20 januari 1993   | CSU                       | Helmut Kohl (1982–1998)      |              |
| 7     | | Jochen Borchert | Jochen Borchert (1940) | 20 januari 1993      | 27 oktober 1998   | CDU                       | Helmut Kohl (1982–1998)      |              |
| 7     | CDU | Jochen Borchert | Jochen Borchert (1940) | 20 januari 1993      | 27 oktober 1998   | Kohl V                    | Helmut Kohl (1982–1998)      |              |
| Nr.   | Bondsminister van Landbouw, Voedselvoorziening en Consumentenbescherming Bundesminister für Landwirtschaft, Ernährung und Verbraucherschutz | Bondsminister van Landbouw, Voedselvoorziening en Consumentenbescherming Bundesminister für Landwirtschaft, Ernährung und Verbraucherschutz | Bondsminister van Landbouw, Voedselvoorziening en Consumentenbescherming Bundesminister für Landwirtschaft, Ernährung und Verbraucherschutz | Ambtstermijn         | Ambtstermijn      | Partij(en)                | Bonds- kanselier(s)          | Kabinet(ten) |
| 8     | | Karl-Heinz Funke | Karl-Heinz Funke (1946) | 27 oktober 1998      | 12 januari 2001   | SPD                       | Gerhard Schröder (1998–2005) | Schröder I   |
| 9     | | Renate Künast | Renate Künast (1955) | 12 januari 2001      | 5 oktober 2005    | B'90/DG                   | Gerhard Schröder (1998–2005) | Schröder I   |
| 9     | B'90/DG | Renate Künast | Renate Künast (1955) | 12 januari 2001      | 5 oktober 2005    | Schröder II               | Gerhard Schröder (1998–2005) |              |
| [ 5 ] | | Jürgen Trittin | Jürgen Trittin (1954) | 4 oktober 2005       | 22 november 2005  | Schröder II               | Gerhard Schröder (1998–2005) | B'90/DG      |
| 10    | | Horst Seehofer | Horst Seehofer (1949) | 22 november 2005     | 31 oktober 2008   | CSU                       | Angela Merkel (2005–2021)    | Merkel I     |
| 11    | | Ilse Aigner | Ilse Aigner (1964) | 31 oktober 2008      | 30 september 2013 | CSU                       | Angela Merkel (2005–2021)    | Merkel I     |
| 11    | CSU | Ilse Aigner | Ilse Aigner (1964) | 31 oktober 2008      | 30 september 2013 | Merkel II                 | Angela Merkel (2005–2021)    |              |
| [ 7 ] | | Hans-Peter Friedrich | Hans-Peter Friedrich (1957) | 30 september 2013    | 17 december 2013  | Merkel II                 | Angela Merkel (2005–2021)    | CSU          |
| Nr.   | Bondsminister van Landbouw, Voedsel en Agrarische Zaken Bundesminister für Landwirtschaft und Ernährung                                     | Bondsminister van Landbouw, Voedsel en Agrarische Zaken Bundesminister für Landwirtschaft und Ernährung                                     | Bondsminister van Landbouw, Voedsel en Agrarische Zaken Bundesminister für Landwirtschaft und Ernährung                                     | Ambtstermijn         | Ambtstermijn      | Partij(en)                | Bonds- kanselier(s)          | Kabinet(ten) |
| 12    | | Hans-Peter Friedrich | Hans-Peter Friedrich (1957) | 17 december 2013     | 17 februari 2014  | CSU                       | Angela Merkel (2005–2021)    | Merkel III   |
| 13    | | Christian Schmidt | Christian Schmidt (1957) | 17 februari 2014     | 14 maart 2018     | CSU                       | Angela Merkel (2005–2021)    | Merkel III   |
| 14    | | Julia Klöckner | Julia Klöckner (1972) | 14 maart 2018        | 8 december 2021   | CDU                       | Angela Merkel (2005–2021)    | Merkel IV    |
| 15    | | Cem Özdemir | Cem Özdemir (1965) | 8 december 2021      | 6 mei 2025        | B'90/DG                   | Olaf Scholz (2021–2025)      | Scholz       |
| 16    | | Alois Rainer | Alois Rainer (1965) | 6 mei 2025           | heden             | CSU                       | Friedrich Merz (2025–heden)  | Merz         |